# Essif
En linguistique, l’essif est un cas grammatical exprimant un état ou une qualité. Il peut s'exprimer en français au moyen des locutions comme en tant que, en qualité de ou comme. Dans d’autres langues - en particulier le finnois et l’estonien -, il s’exprime au moyen d'un suffixe spécifique qui est ajouté au mot de base en finnois, et à la forme du génitif en estonien :
| Finnois  | Estonien  | Français          |
| lapsi    | laps      | enfant            |
| lapse-na | laps-e-na | en tant qu'enfant |

En finnois, l’essif peut aussi exprimer le temps: maanantaina → "au lundi", kuudentena tammikuuta → "au 6 janvier". Dans certaines expressions, il est utilisé avec son sens ancien de locatif : Luen lehtiä kotona → "Je lis les journaux à la maison" (i.e.: "dans le contexte de la maison") . Cette signification s’oppose à celle de l’inessif, qui veut dire "à l’intérieur de".
Le basque présente un tel cas grammatical, utilisant le suffixe -tzat directement accolé à la racine. Cette même combinaison peut également exprimer le cas translatif. Les grammaires basques cependant l'appellent et l'ont toujours appelé "prolatif", bien que ne correspondant pas à l'acception de ce terme pour les linguistes.